# Oscaruddelingen 1987
Oscaruddelingen 1987 var den 59. oscaruddeling, hvor de bedste film fra 1986 blev hædret af Academy of Motion Picture Arts and Sciences. Uddelingen blev afholdt 30. marts 1987 i Dorothy Chandler Pavilion i Los Angeles, Californien, USA. Værterne var Chevy Chase, Goldie Hawn og Paul Hogan.

## Vindere og nominerede
Vindere står øverst, er skrevet i fed.
| Bedste film - Platoon – Arnold Kopelson, producer - Kærlighed uden ord – Burt Sugarman og Patrick J. Palmer, producere - Hannah og hendes søstre – Robert Greenhut, producer - The Mission – Fernando Ghia og David Puttnam, producere - Værelse med udsigt – Ismail Merchant, producer | Bedste instruktør - Oliver Stone – Platoon - David Lynch – Blue Velvet - Woody Allen – Hannah og hendes søstre - Roland Joffé – The Mission - James Ivory – Værelse med udsigt |
| Bedste mandlige hovedrolle - Paul Newman – Det handler om penge som "Fast Eddie" Felson - Dexter Gordon – Round Midnight som Dale Turner - Bob Hoskins – Mona Lisa som George - William Hurt – Kærlighed uden ord som James Leeds - James Woods – Salvador som Richard Boyle | Bedste kvindelige hovedrolle - Marlee Matlin – Kærlighed uden ord som Sarah Norman - Jane Fonda – Dagen derpå som Alex Sternbergen - Sissy Spacek – Det slemme hjerte as Babe Magrath - Kathleen Turner – Peggy Sue blev gift som Peggy Sue Bodell - Sigourney Weaver – Aliens som Ellen Ripley |
| Bedste mandlige birolle - Michael Caine – Hannah og hendes søstre som Elliott Daniels - Tom Berenger – Platoon som Sgt. Bob Barnes - Willem Dafoe – Platoon som Sgt. Elias Grodin - Denholm Elliott – Værelse med udsigt som Mr. Emerson - Dennis Hopper – Hoosiers som Wilbur "Shooter" Flatch | Bedste kvindelige birolle - Dianne Wiest – Hannah og hendes søstre som Holly - Tess Harper – Det slemme hjerte som Chick Boyle - Piper Laurie – Kærlighed uden ord som Mrs. Norman - Mary Elizabeth Mastrantonio – Det handler om penge som Carmen - Maggie Smith – Værelse med udsigt som Charlotte Bartlett |
| Bedste originale manuskript - Hannah og hendes søstre – Woody Allen - Crocodile Dundee – Manuskript af Paul Hogan, Ken Shadie og John Cornell; Historie af Paul Hogan - My Beautiful Laundrette – Hanif Kureishi - Platoon – Oliver Stone - Salvador – Oliver Stone og Richard Boyle | Bedste manuskript baseret på materiale fra et andet medie - Værelse med udsigt – Ruth Prawer Jhabvala baseret på romanen af E. M. Forster - Kærlighed uden ord – Hesper Anderson og Mark Medoff baseret på skuespillet af Mark Medoff - Det handler om penge – Richard Price baseret på romanen af Walter Tevis - Det slemme hjerte – Beth Henley baseret på hende skuespil - Sammenhold – Raynold Gideon og Bruce A. Evans baseret på novellen The Body af Stephen King |
| Bedste fremmedsprogede film - Overgrebet (Holland) – Fons Rademakers - '38 (Østrig) – Wolfgang Glück - Betty Blue – 37,2 grader om morgenen (Frankrig) – Jean-Jacques Beineix - Generationen, der blev væk (Canada) – Denys Arcand - Min lille landsby (Tjekkoslovakiet) – Jiří Menzel | Bedste dokumentar - Artie Shaw: Time Is All You've Got – Brigitte Berman - Down and Out in America – Joseph Feury og Milton Justice - Chile - hvor længe endnu? – David Bradbury - Isaac in America: A Journey with Isaac Bashevis Singer – Kirk Simon and Amram Nowak - Witness to Apartheid – Sharon I. Sopher |
| Bedste korte dokumentar - Women – for America, for the World – Vivienne Verdon-Roe - Debonair Dancers – Alison Nigh-Strelich - The Masters of Disaster – Sonya Friedman - Red Grooms: Sunflower in a Hothouse – Thomas L. Neff and Madeline Bell - Sam – Aaron D. Weisblatt | Bedste kortfilm - Precious Images – Chuck Workman - Exit – Stefano Reali og Pino Quartullo - Love Struck – Fredda Weiss |
| Bedste korte animationsfilm - Een griekse tragedie – Nicole van Goethem - The Frog, the Dog and the Devil – Bob Stenhouse - Luxo Jr. – John Lasseter og William Reeves | Bedste originale musik - Round Midnight – Herbie Hancock - Aliens – James Horner - Hoosiers – Jerry Goldsmith - The Mission – Ennio Morricone - Star Trek IV - Rejsen tilbage til Jorden – Leonard Rosenman |
| Bedste sang - "Take My Breath Away" fra Top Gun – Musik og tekst af Giorgio Moroder og Tom Whitlock - "Glory of Love" fra Karate Kid II – Musik af Peter Cetera og David Foster; Tekst af Peter Cetera og Diane Nini - "Life in a Looking Glass" from That's Life! – Musik af Henry Mancini; Tekst af Leslie Bricusse - "Mean Green Mother from Outer Space" from Gys i blomsterbutikken – Musik af Alan Menken; Tekst af Howard Ashman - "Somewhere Out There" fra Rejsen til Amerika – Musik af James Horner og Barry Mann; Tekst af Cynthia Weil | Bedste redigering af lydeffekter - Aliens – Don Sharpe - Star Trek IV - Rejsen tilbage til Jorden – Mark Mangini - Top Gun – Cecelia Hall og George Watters II |
| Bedste lyd - Platoon – John K. Wilkinson, Richard Rogers, Charles "Bud" Grenzbach, og Simon Kaye - Aliens – Graham V. Hartstone, Nicolas Le Messurier, Michael A. Carter, og Roy Charman - Elitesoldaten – Les Fresholtz, Dick Alexander, Vern Poore, og William Nelson - Star Trek IV - Rejsen tilbage til Jorden – Terry Porter, Dave Hudson, Mel Metcalfe, og Gene S. Cantamessa - Top Gun – Donald O. Mitchell, Kevin O'Connell, Rick Kline, og William B. Kaplan                                                                               | Bedste scenografi - Værelse med udsigt – Gianni Quaranta, Brian Ackland-Snow, Brian Savegar og Elio Altramura - Aliens – Peter Lamont og Crispian Sallis - Det handler om penge – Boris Leven (posthum nominering) og Karen O'Hara - Hannah og hendes søstre – Stuart Wurtzel og Carol Joffe - The Mission – Stuart Craig og Jack Stephens |
| Bedste fotografering - The Mission – Chris Menges - Peggy Sue blev gift – Jordan Cronenweth - Platoon – Robert Richardson - Værelse med udsigt – Tony Pierce-Roberts - Star Trek IV - Rejsen tilbage til Jorden – Donald Peterman | Bedste Makeup - Fluen – Chris Walas og Stephan Dupuis - Hulebjørnens klan – Michael Westmore og Michèle Burke - Legend – Rob Bottin og Peter Robb-King |
| Bedste kostumer - Værelse med udsigt – Jenny Beavan og John Bright - The Mission – Enrico Sabbatini - Otello – Anna Anni og Maurizio Millenotti - Peggy Sue blev gift – Theadora Van Runkle - Piraterne – Anthony Powell | Bedste klipning - Platoon – Claire Simpson - Aliens – Ray Lovejoy - Hannah og hendes søstre – Susan E. Morse - The Mission – Jim Clark - Top Gun – Billy Weber og Chris Lebenzon |
| Bedste visuelle effekter - Aliens – Robert Skotak, Stan Winston, John Richardson, og Suzanne M. Benson - Gys i blomsterbutikken – Lyle Conway, Bran Ferren, og Martin Gutteridge - Poltergeist II – Richard Edlund, John Bruno, Garry Waller og William Neil | |

### Æres-Oscar
- Ralph Bellamy[2]

### Irving G. Thalberg Memorial Award
- Steven Spielberg[3]